# Thuin (huyện)
Huyện Thuin (tiếng Pháp: Arrondissement de Thuin; tiếng Hà Lan: Arrondissement Thuin) là một trong bảy huyện hành chính ở tỉnh Hainaut, Bỉ.
Huyện hành chính Thuin bao gồm các đô thị sau:
| - Anderlues - Beaumont - Binche - Chimay - Erquelinnes - Estinnes - Froidchapelle | - Ham-sur-Heure-Nalinnes - Lobbes - Merbes-le-Château - Momignies - Morlanwelz - Sivry-Rance - Thuin |